# Història militar de Gibraltar durant la Segona Guerra Mundial

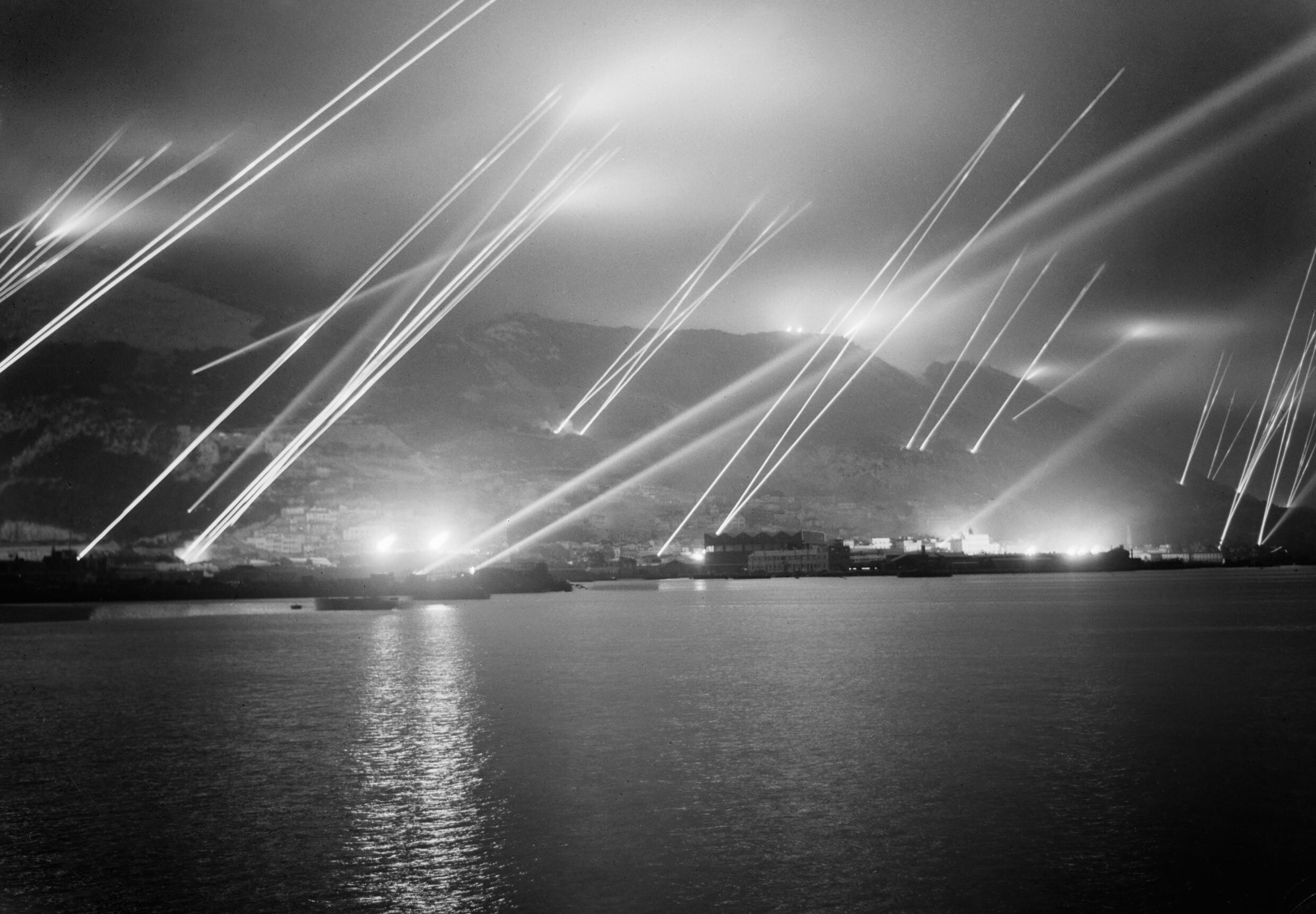
Focus aeris il·luminen el cel nocturne Durant una pràctica d'atac aeri a Gibraltar, 20 de novembre de 1942

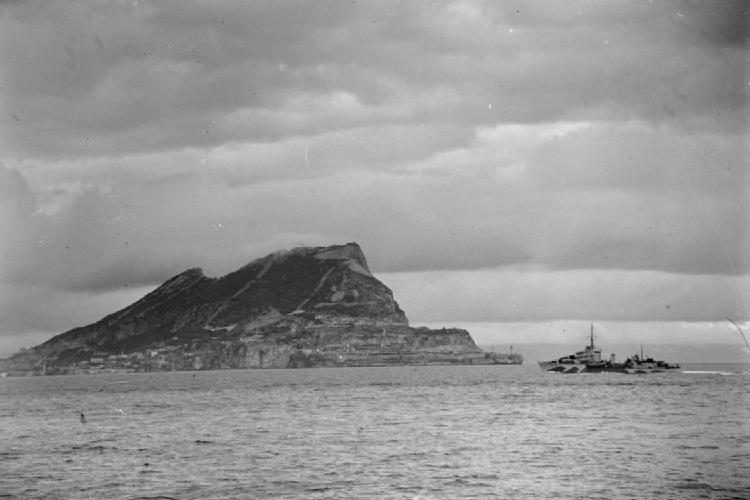
El creuer lleuger Argonaut s'acosta a "la Roca" el 1942. "La Roca" és el nom donat pels anglesos a la ciutadella de Gibraltar.

La història militar de Gibraltar durant la Segona Guerra Mundial exemplifica la posició de Gibraltar com a fortalesa britànica des de principis del segle xviii i com a factor vital en l'estratègia militar britànica, tant com a punt de suport al continent europeu com a bastió del poder naval britànic. Durant la Segona Guerra Mundial, Gibraltar va exercir un paper vital tant al Teatre Atlàntic com al Teatre Mediterrani, controlant pràcticament tot el trànsit naval d'entrada i sortida del mar Mediterrani des de l'oceà Atlàntic.
A més de la seva posició de comandament, Gibraltar proporcionava un port fortament defensat des del qual els vaixells podien operar tant a l'Atlàntic com al Mediterrani. La Força H, sota el comandament del vicealmirall James Somerville, tenia la seu a Gibraltar i tenia la tasca de mantenir la superioritat naval i proporcionar una forta escorta per als combois cap a i des de l'illa assetjada de Malta. Durant el transcurs de la guerra, Gibraltar va patir bombardeig aeri d' avions francesos de Vichy i d'avions de la Regia Aeronautica amb base a Sardenya. A més, la fortalesa va ser el focus d'atacs submarins de la Regia Marina unitat de comando d'homes granota (Decima Flottiglia MAS) i els seus torpedes humans. Aquesta unitat italiana es basava en el vaixell italià internat SS Olterra al proper port espanyol d'Algesires. També es van dur a terme diversos atacs per part d'agents espanyols i gibraltarenys que actuaven en nom de l'Abwehr alemanya .
A l'interior del mateix Penyal de Gibraltar es van excavar quilòmetres de túnels a la pedra calcària. Es van llançar masses de roca per construir una "ciutat subterrània". En enormes cavernes artificials, es van construir barraques, oficines i un hospital totalment equipat, amb un quiròfan i equip de raigs X.
L'operació Torxa, la invasió aliada del nord d'Àfrica francès el novembre de 1942, va ser coordinada des de la "Roca". El general Dwight D. Eisenhower, que va rebre el comandament de l'operació, va establir el seu quarter general a Gibraltar durant les fases de planificació de l'operació. Després de la finalització amb èxit de la campanya del nord d'Àfrica i la rendició d'Itàlia el 1943, el paper de Gibraltar va passar d'una base operativa avançada a una posició de subministrament de la zona posterior. El port va continuar operant dics secs i dipòsits de subministrament per a les rutes dels combois pel Mediterrani fins al dia VE de 1945.

## Preludi i evacuació

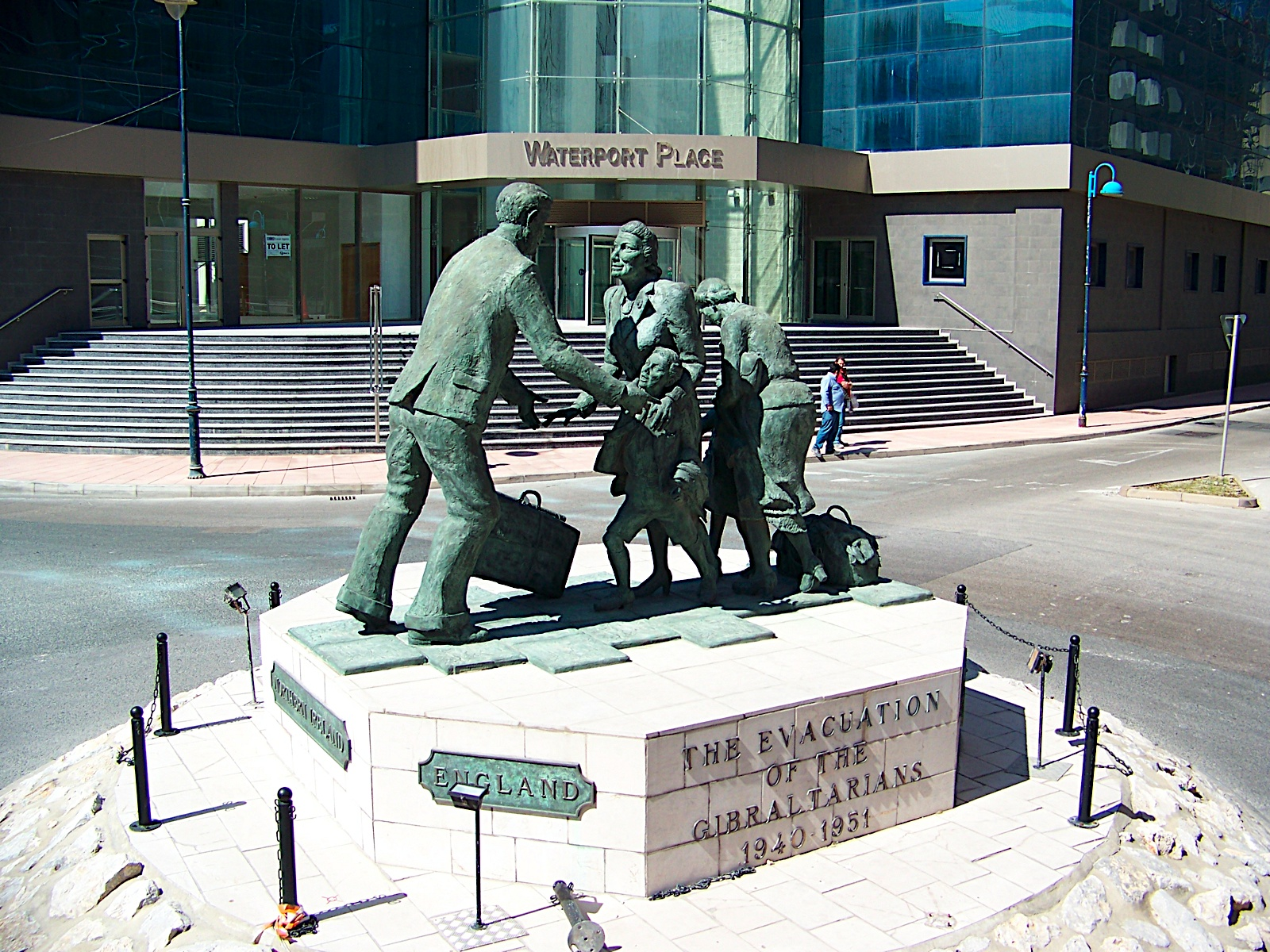
Monument a l'evacuació de gibraltarenys a N Mole Rd, Gibraltar

La Segona Guerra Mundial va canviar radicalment la vida dels gibraltarenys. La decisió d'imposar l'evacuació massiva per tal d'augmentar la força de la Roca amb més personal militar i naval va significar que la majoria dels gibraltarenys (alguns durant fins a deu anys) no tinguessin on anomenar "llar". Només aquells civils amb feines essencials se'ls va permetre quedar-se, però va donar a tota la comunitat la sensació de ser "britànica" en participar en l'esforç de guerra.
A principis de juny de 1940, uns 13.500 evacuats van ser enviats a Casablanca al Marroc francès. Tanmateix, després de la capitulació dels francesos davant els exèrcits alemanys més tard el juny de 1940, el nou govern francès de Vichy pro-alemany va trobar una vergonya la presència dels evacuats gibraltarenys a Casablanca i va buscar oportunitats per a la seva expulsió. L'oportunitat va sorgir aviat quan 15 vaixells de càrrega britànics van arribar al comandament del comodor Crichton, repatriant 15.000 soldats francesos que havien estat rescatats de Dunkerque. Un cop els seus propis soldats rescatats havien desembarcat, els vaixells van ser internats fins que van acceptar endur-se tots els evacuats. Tot i que Crichton no va poder obtenir permís per netejar i reposar els seus vaixells (i contràriament a les ordres de l'Almirallat britànic que prohibeixen l'acollida d'evacuats), quan va veure la massa de civils abocant per les drassanes, va obrir les seves passarel·les per embarcament. Poc abans, la flota britànica havia destruït una sèrie de vaixells de guerra francesos a Mers el-Kebir per evitar que acabessin en mans alemanyes. L'atac, durant el qual van morir 1.297 mariners francesos, va provocar altes tensions, que es van fer evidents quan les tropes franceses van obligar a embarcar a punta de baioneta les famílies agafant només allò que podien transportar, deixant enrere moltes possessions. Tanmateix, quan van arribar a Gibraltar, el Governador no els permetria desembarcar, tement que un cop els evacuats tornessin a la Roca, seria pràcticament impossible evacuar-los una segona vegada. Una multitud es va reunir a la plaça John Mackintosh, al centre de Gibraltar, quan es va donar la notícia, es van pronunciar discursos i dos regidors de la ciutat acompanyats pel president en funcions de la Biblioteca Comercial i d'Intercanvi van anar a veure el governador (Sir Clive Liddell) per demanar-li que els evacuats poguessin desembarcar. Després de rebre instruccions de Londres, es va permetre un desembarcament sempre que els evacuats tornessin quan arribaven altres vaixells per allunyar-los de la Roca, i el 13 de juliol s'havia completat la reevacuació de tornada a Gibraltar.
El polític conservador britànic Oliver Stanley va acordar acceptar els evacuats al Regne Unit, però va discutir amb Gibraltar sobre el nombre de persones implicades. El governador, va declarar, havia donat primer el nombre d'evacuats a 13.000, després a 14.000 i finalment a 16.000. Va demanar que s'aclarís la situació, subratllant l'escassetat d'allotjaments a Gran Bretanya i insistint que només se'n podrien acceptar 13.000, 2.000 dels quals s'havien d'enviar a l'illa atlàntica portuguesa de Madeira. La situació, va respondre el general Liddell el 19 de juliol, "és que es tracta d'una fortalesa susceptible d'atacs intensos i immediats i no hi hauria d'haver civils aquí, mentre que n'hi ha 22.000. Els 13.000 era el nombre enviat al Marroc, i més n'hi hauria d' haver estat enviats si la situació no s'ha modificat". A Londres els evacuats van ser posats en mans del Ministeri de Salut, i molts van ser allotjats a la zona de Kensington. La preocupació per ells a Gibraltar va augmentar a mesura que s'intensificaven els atacs aeris contra Londres, juntament amb l'arribada de cartes esgarrifoses, que descriuen les circumstàncies en què vivien els evacuats.
Al setembre ja circulaven rumors entre els evacuats, i a Gibraltar, que s'estava plantejant la possibilitat de tornar a evacuar els gibraltarenys, aquesta vegada la destinació era Jamaica, a les Índies Occidentals. Després de moltes disputes, es va decidir enviar un grup directament des de Gibraltar a l'illa, i 1.093 evacuats van marxar cap a Jamaica directament, el 9 d'octubre, amb més seguiment més endavant. No obstant això, van seguir peticions i les demandes van ser ateses, en part per raons estratègiques i la manca d'enviament disponible. La situació a finals de 1940, doncs, era que aproximadament 2.000 evacuats es trobaven a Jamaica i un nombre menor a Madeira, amb el gruix d'uns 10.000 allotjats a la zona de Londres.

## Implicació de la Royal Air Force: 1939–1941

Una excavadora i una aplanadora treballant durant la construcció d'un nou aeròdrom que després es convertiria en l'aeroport internacional de Gibraltar, novembre de 1941.

La construcció d'una pista de superfície sòlida va començar a finals de 1939 i el 1940 es va proposar ampliar la pista d'aterratge existent fins a una longitud de 1.550 iardes (1.417 m). La recuperació de terres va començar a finals de 1941 juntament amb la construcció d'un campament de la RAF al "Front Nord", ara RAF Gibraltar). La RAF va enviar el seu següent esquadró a Gibraltar en aquest moment i va ser al setembre de 1939 quan es va declarar la guerra amb Alemanya i la gran possibilitat que els submarins alemanys es concentressin a l'estret de Gibraltar i utilitzessin les instal·lacions portuàries espanyoles, va ser important en el pensament de l'Almirallat. Així, a les 09:00 (UTC) del 9 de setembre de 1939, l'esquadró núm. 202 de la RAF va rebre l'ordre d'arribar a Gibraltar, carregat fins als bords amb equipament.
El 25 de setembre de 1939, el grup núm. 200 (costaner) es va formar com a formació subordinada al Quarter General RAF Mediterrània que controlava l'esquadró núm. 202. La funció del Grup era el control de les unitats de la Royal Air Force que operaven des de Gibraltar. A finals de 1940 el Grup va ser transferit al Comandament Costaner. Més tard es va formar una Caserna General combinat que va començar a operar a principis de 1942.

## Amenaces d'acció militar d'Espanya
El 19 de juny el dictador Franco es va oferir a portar Espanya a la guerra al costat d'Alemanya, després el 18 de juliol de 1940 Franco va declarar que Espanya tenia 2.000.000 de soldats preparats per recuperar Gibraltar i ampliar els interessos espanyols al nord d'Àfrica. No va sortir res d'aquestes amenaces, ja que Espanya es va adonar de com ben defensat que estava Gibraltar i dels efectes econòmics d'un bloqueig dels ports espanyols, sobretot a les importacions de petroli, així que van retirar l'oferta d'estar disposats a entrar en guerra amb les forces de l'Eix.

## Atacs francesos de Vichy: 1940
El 18 de juliol de 1940, després de l'atac britànic a la flota francesa a Mers-el-Kébir, el govern de Vichy va autoritzar un bombardeig a Gibraltar com a resposta. Es va informar que s'havien fet pocs danys, però van causar les primeres víctimes. L'atac va ser a mitges i la majoria de les bombes van ser llançades deliberadament lluny del seu objectiu.
El dimarts 24 de setembre, l'agència de notícies italiana Stefani va informar: "Com a represàlia pel bombardeig de Dakar d'ahir al matí, cent vint avions francesos amb seu al Marroc van atacar Gibraltar". El mateix dia, l'agència United Press va informar: "El govern francès ha emès una negació oficial dels informes, segons els quals es deia que els avions francesos havien atacat Gibraltar. Fins ara, no s'han dut a terme represàlies". Però l'informe d'United Press va acabar amb una nota nefasta amb: "Les represàlies franceses són imminents."
De nou, el mateix dia, el govern francès de Vichy va donar ordres de bombardeig de la base naval i la ciutat de Gibraltar. Com a resultat, sis esquadrons de bombarders de l'Armée de l'Air de Vichy i quatre esquadrons de la Marine nationale de Vichy van ser emprats en l'operació. Els 64 bombarders van volar des de bases d'Oran, Tafaroui (a Algèria), Meknès, Mediouna i Port Lyautey (al Marroc). L'acció francesa va ser aprovada tant per la Comissió Alemanya d'Armistici com per la Comissió Italiana d'Armistici.
Els francesos van llançar 150 bombes a Gibraltar durant l'atac. Van infligir grans danys a la fortalesa i no van trobar cap avió britànic mentre ho feien. El South Mole i un gran vaixell al port van quedar molt danyats. A la zona nord de Gibraltar es van produir incendis. Tanmateix, la majoria de les bombes de Vichy van tornar a caure al mar.
El 25 de setembre, els francesos van tornar amb una força més gran de vuitanta-tres bombarders per causar danys addicionals a la base naval i les instal·lacions portuàries. De nou, els avions de la Royal Air Force britànica no van aparèixer. Tanmateix, les tripulacions franceses van informar que s'havien trobat amb un fort foc antiaeri. Es va perdre un bombarder LeO 451 i altres 13 avions van resultar lleugerament danyats durant els dos dies de bombardeig. El vaixell d'arrossegament armat britànic HMT Stella Sirius va ser enfonsat per les bombes, i diversos civils van morir. Les autoritats de Vichy van deixar clar que els bombardeigs a Gibraltar continuarien mentre els britànics seguissin atacant Dakar.
L'atac aeri del 25 de setembre va ser l'últim de les forces de Vichy a Gibraltar.

## Operació Fèlix: 1940–1941
Vegeu també: Entrevista a Hendaia
| «                                                                        | Per a l'atac aeri al port de Gibraltar s'han de designar forces que garanteixin un èxit abundant. Per a les operacions posteriors contra objectius navals i de suport a l'atac de la Roca, s'han de traslladar principalment unitats de bombarders en picada a Espanya. S'ha d'assignar suficient artilleria antiaèria a les unitats de l'exèrcit, inclòs el seu ús contra objectius terrestres. | » |
| — Operació Félix, Directiva núm. 18, Secció IV: Luftwaffe d'Adolf Hitler | |   |

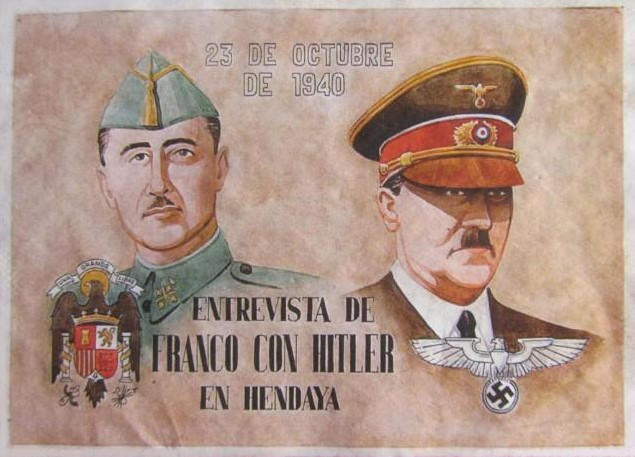
Il·lustració de l'entrevista a Hendaia entre Hitler i Franco.

El Penyal va passar la guerra relativament il·lès però, donada la seva importància estratègica, Alemanya va fer plans per capturar Gibralta r. Amb Nom en clau "Félix", el pla, que va ser signat pel mateix Adolf Hitler, va ser formulat al més alt nivell de comandament. Amb o sense permís, Alemanya entraria per Espanya i atacaria Gibraltar, expulsant els britànics de la Mediterrània occidental. L'estret es tancaria efectivament als aliats un cop Gibraltar estigués en mans alemanyes, forçant els vaixells aliats amb destinació a Àsia a navegar al voltant d'Àfrica en lloc de continuar cap a l'est per la ruta més curta a través del Mediterrani i el canal de Suez. El penyal havia de ser bombardejat en picat per avions que sortien de França però aterraven després a les bases aèries espanyole. Per negar una possible captura espanyola de la base, els planificadors alemanys van decidir que l'atac final per apoderar-se de Gibraltar l'havien de fer només les tropes alemanyes.
El fracàs diplomàtic als més alts nivells de govern (Entrevista a Hendaia) va impedir que l'operació, que havia estat elaborada amb detall per la Wehrmacht l'estiu i la tardor de 1940, es produís a principis de 1941.
El XLIX Cos del general Ludwig Kübler dirigiria l'atac real al Penyal. Les forces d'assalt estarien formades pel Regiment d'Infanteria Großdeutschland, el 98è Regiment de la 1a Divisió de Muntanya, 26 batallons d'artilleria mitjana i pesada, tres batallons d'observació, tres batallons d'enginyers, dos batallons de fum, un destacament de 150 Brandenburgers i fins a 150 vehicles de demolició en miniatura teledirigits (Goliats), ple d'explosius alts.
Com a part d'una operació de força combinada, la Luftwaffe aportaria Ju 88As, Stukas, Messerschmitts, tres batallons AA lleugers i tres batallons AA pesats. La Kriegsmarine cooperaria utilitzant submarins per interferir amb el moviment naval britànic i col·locant bateries costaneres per desanimar encara més la Royal Navy.
El 10 de març de 1941, amb l'aproximació de l'operació Barbarroja, Félix va ser modificat per l'operació Felix-Heinrich, per la qual les tropes alemanyes es retirarien de l'URSS per capturar Gibraltar. Com a conseqüència de la intransigència del dictador espanyol Francisco Franco, l'operació va ser ajornada, modificada i finalment abandonada.

## Bombardeig italià de Gibraltar
Des de Sardenya, els bombarders italians Piaggio P.108 van atacar Gibraltar diverses vegades, principalment l'any 1942. Les últimes incursions a Gibraltar es van fer durant el desembarcament aliat de 1942 a Algèria, quan aquests bombarders van colpejar amb èxit fins i tot el port d'Orà.
L'única unitat de la Regia Aeronautica que mai va fer volar el Piaggio P.108 va ser el "274è Esquadró de Bombardament de Llarg Distància". Aquesta unitat es va constituir el maig de 1941 al voltant de les primeres màquines que van sortir de les línies de muntatge. L'entrenament de les tripulacions va durar molt més del previst i només el juny de 1942 el 274è va entrar en funcionament. Les incursions més espectaculars amb els bombarders P. 108 es van fer l'octubre de 1942 quan es van dur a terme diversos atacs nocturns contra Gibraltar des de Sardenya.
Després de l'armistici de Cassibile (8 de setembre), la República Social Italiana aliada alemanya va llançar almenys dues incursions a Gibraltar: una la nit del 4 al 5 de juny de 1944 amb deu avions SM.79bis i una altra el 6 de juny amb nou avions. Ambdues sortides van ser realitzades pel Gruppo Aerosiluranti "Buscaglia–Faggioni".
| Data                    | Unitat                                                  | Bombarder | Número |
| 17/18 juliol de 1940    | Reparto sperimentale                                    | SM.82     | 3      |
| 25/26 de juliol de 1940 | Reparto sperimentale                                    | SM.82     | 3      |
| 20/21 d'agost de 1940   | Reparto sperimentale                                    | SM.82     | 2      |
| 6 de juny de 1941       | Reparto sperimentale                                    | SM.82     | 1      |
| 11 de juliol de 1941    |                                                         | SM.82     | 1      |
| 13 de juliol de 1941    |                                                         | SM.82     | 1      |
| 14 de juliol de 1941    |                                                         | SM.82     | 1      |
| 1 d'abril de 1942       | 47ª Squadriglia                                         | SM.82     | 3      |
| 28/29 de juny de 1942   | 274ª Squadriglia Autonoma Bombardamento a Grande Raggio | P.108B    | 5      |
| 3 de juliol de 1942     | 274ª Squadriglia Autonoma Bombardamento a Grande Raggio | P.108B    | 1      |
| 24 de setembre de 1942  | 274ª Squadriglia Autonoma Bombardamento a Grande Raggio | P.108B    | 2      |
| 20 d'octubre de 1942    | 274ª Squadriglia Autonoma Bombardamento a Grande Raggio | P.108B    | 4      |
| 21 d'octubre de 1942    | 274ª Squadriglia Autonoma Bombardamento a Grande Raggio | P.108B    | 3      |
| 19 de juliol de 1943    | 132º Gruppo Autonomo Aerosiluranti                      | SM.79     | 10     |

## Incursions d'homes granota italians 1940–1943
Conegut com el "Cavall de Troia flotant de Gibraltar", la Decima Flottiglia MAS, una unitat de comandos italià d'homes granota creada durant el govern feixista, va participar en nombrosos atacs contra el port de Gibraltar.
Gibraltar era un objectiu molt temptador per als italians, que el veien com un refugi per als vaixells de guerra britànics i la navegació mercant aliada. Els homes granota italians van utilitzar originalment una vil·la espanyola (Villa Carmela) situada a 3 km de Gibraltar propietat d'un oficial italià que s'havia casat amb una dona espanyola anomenada Conchita Ramognino. La seva base es va traslladar més tard al petrolier italià SS Olterra, internat a Algesires.
| Data                   | Crònica d'operacions del Decima Flottiglia MAS a Gibraltar |
| ---------------------- | --- |
| 21 d'agost de 1940     | El submarí italià Iride va sortir de La Spezia a Itàlia amb plans per atacar Gibraltar el 22 d'agost de 1940. |
| 24 de setembre de 1940 | El submarí italià Sciré, comandat per Junio Valerio Borghese, va sortir de La Spezia amb tres torpedes tripulats i vuit tripulants. L'atac va ser cancel·lat i el submarí va ordenar tornar a La Maddalena perquè la flota britànica havia sortit de Gibraltar abans que el Sciré pogués posar-se en posició. |
| 21 d'octubre de 1940   | El Sciré va sortir de La Spezia i va navegar cap a Gibraltar amb tres torpedes tripulats i vuit tripulants. Els torpedes tripulats van entrar al port, però no van danyar cap vaixell. Dos dels tripulants van ser capturats i els altres sis van escapar a Espanya, i finalment van tornar a Itàlia. Els sis fugits incloïen Teseo Tesei i Alcide Pedretti. El seu torpede tripulat es va arrossegar més tard a la badia d'Espigon, i va ser internat per les autoritats espanyoles. |
| 25 de maig de 1941     | El Sciré va sortir de La Spezia portant tres torpedes tripulats. A Cadis, va carregar en secret sis tripulants. No van trobar cap vaixell de guerra a Gibraltar perquè el HMS Renown, l'Ark Royal i el Sheffield havien rebut l'ordre d'entrar a l'Atlàntic com a part de la recerca del cuirassat alemany Bismarck, que va ser enfonsat el 27 de maig. |
| 10 de setembre de 1941 | El Sciré va sortir de La Spezia portant tres torpedes tripulats. Va carregar en secret sis tripulants a Cadis i va enfonsar tres vaixells: dos vaixells cisterna anomenats Denbydale i Fiona Shell, i un vaixell de càrrega, el Durham. Les tripulacions dels torpedes van nedar cap a territori espanyol després de descartar els seus aparells i posteriorment van tornar a Itàlia. |
| juliol de 1942         | Els homes granota italians van establir una base al vaixell de càrrega italià Olterra que va ser internat a Algesires, prop de Gibraltar. Tots els materials s'havien de traslladar en secret per Espanya limitant així les operacions. |
| 13 de juliol de 1942   | 12 homes granota italians van nedar des de Villa Carmela, a la badia d'Algesires, al port de Gibraltar i van posar explosius, enfonsant quatre vaixells de càrrega (Meta, Empire Snipe, Baron Douglas, Shuma). |
| 15 de setembre de 1942 | Homes granota italians van enfonsar el vaixell de vapor Ravens Point . |
| 17 de desembre de 1942 | Sis italians amb tres torpedes van sortir d' Olterra per atacar els vaixells de guerra britànics warships HMS Nelson, Formidable i Furious. Una patrullera britànica va matar la tripulació d'un torpede (el tinent Visintini i el suboficial Magro) amb una càrrega de profunditat. Els seus cossos van ser recuperats i les seves aletes de natació van ser agafades i utilitzades per dos dels bussejadors de la guàrdia britànica de Gibraltar; Sydney Knowles i el comandant Lionel Crabb. Una patrullera britànica va detectar un altre torpede i el va perseguir i va disparar, capturant els seus dos tripulants. El torpede restant va tornar a l'Olterra, després d'haver perdut el seu pilot posterior. |
| 8 de maig de 1943      | Tres torpedes tripulats italians van abandonar el vaixell de càrrega Olterra per atacar Gibraltar amb mal temps i van enfonsar el vaixell Liberty estatunidenc Pat Harrison i els vaixells de càrrega britànics Mahsud i Camerata. |
| 3 d'agost de 1943      | Tres torpedes tripulats italians van abandonar l'Olterra per atacar Gibraltar, i van enfonsar de nou tres mercaders: el noruec Thorshøvdi, el nord-americà Liberty Harrison Gray Otis i el britànic Stanridge. |

## Sabotejadors de l'Abwehr provinents d'Espanya
Menys conegudes que les accions italianes van ser les operacions de sabotatge i els atacs amb mines lapa realitzats per agents espanyols i gibraltarenys reclutats al Camp de Gibraltar pels alemanys. L'Abwehr es va posar en contacte amb un oficial d'estat major espanyol de Campo de Gibraltar, el tinent coronel Eleuterio Sánchez Rubio, un oficial espanyol, membre de Falange i coordinador de les operacions d'intel·ligència al Campo, per establir una xarxa de sabotejadors amb accés a Gibraltar. Sánchez Rubio va designar com a cap d'operacions de l'organització Emilio Plazas Tejera, també falangista. La majoria dels reclutes per a les operacions de sabotatge eren espanyols del Campo. Es va utilitzar una combinació de recompensa econòmica, compromís ideològic i algunes amenaces i intimidacions per reunir un nombre important d'agents. Segons la intel·ligència britànica, hi havia almenys 183 espanyols i gibraltarenys implicats en les operacions d'espionatge i sabotatge contra Gibraltar.
Les operacions de sabotatge es van ordenar des de Berlín a finals de tardor de 1940, però el treball real no va començar fins a principis de 1941. Les primeres operacions no van tenir èxit. Un primer intent de contraban d'una bomba a Gibraltar va ser avortat, ja que el dispositiu de cronometratge era defectuós. Al febrer hi va haver una gran explosió al túnel nord, i a l'abril una bomba va esclatar prop de l'aeròdrom. El juny de 1941, però, la intel·ligència britànica va frustrar un nou intent, per part d'un agent alemany, d'adjuntar una mina al costat d'un vaixell de càrrega aliat. Un altre intent va fracassar quan Plazas va col·locar una bomba dins d'una botiga de municions, però no va poder cebar l'explosiu. No va ser fins al 1942 que les operacions van començar a tenir èxit. El gener de 1942, dos agents espanyols van aconseguir destruir dos avions a la pista d'aterratge del Front Nord.
Finançats, entrenats i equipats pels alemanys, els sabotejadors espanyols van enfonsar el vaixell d'arrossegament armat HMT Erin, i van destruir el dragamines auxiliar HMT Honju, la qual cosa va provocar la mort d'un oficial del portaavions HMS Argus i sis equips britànics el 18 de gener de 1942. Plazas va comptar amb l'assistència del comandant naval espanyol de Puente Mayorga, Manuel Romero Hume, que li va permetre varar una barca de rems allà. Tanmateix, la intel·ligència britànica va poder contrarestar les operacions de sabotatge. El març de 1942, un gibraltareny, José Key, un dels agents més destacats que treballaven per als alemanys, responsable de la recollida d'informació sobre moviments militars per a l'Abwehr, va ser arrestat i executat a la presó de Wandsworth a finals de 1942. El setembre del 1942 Plazas, les activitats del qual eren molt vigilades pels britànics en aquell moment, va dimitir i va deixar a Carlos Calvo, el seu segon al comandament, a càrrec de les operacions. A finals de 1942, la seu alemanya a Berlín va ordenar que s'ampliessin les operacions de sabotatge. A principis de 1943, l'arribada d'un experimentat cap de l'Abwehrles operacions a Espanya van millorar l'abast de les operacions.
El març de 1943 un abocador de municions fou volat pels agents de Calvo. Els britànics, cada cop més sospitosos d'alguns dels sabotejadors, els van prohibir l'entrada a Gibraltar. Això va obligar l'Abwehr a demanar personal nou a Calvo. Un espanyol que treballava al Penyal, José Martín Muñoz, va ser el responsable de l'explosió i l'incendi d'un gran dipòsit de combustible a Coaling Island el 30 de juny de 1943; aquesta missió, però, seria la primera i l'última per a Muñoz, perquè va ser acorralat i detingut per les autoritats britàniques a l'agost, quan va intentar introduir de contraban una bomba a un carregador d'armes dins de Ragged Staff Cave. Després de ser condemnat a mort, va ser penjat l'11 de gener de 1944 a Gibraltar pel botxí britànic Albert Pierrepoint. Un membre d'una xarxa de sabotatge de l'Abwehr no relacionat, Luis López Cordón-Cuenca (també arrestat el 1943) va ser executat per Pierrepoint el mateix dia. El mateix Calvo va ser detingut per la policia espanyola i neutralitzat. Tornaria a ser un home lliure al desembre, quan es va incorporar a l'Abwehr de Madrid, sota les ordres directes de Wolfgang Blaum, alias Baumann, cap de la secció de sabotatge a Espanya. Després d'un atemptat falangista contra la vida del general pro-aliat José Enrique Varela, perpetrat per l'agent de la xarxa Sánchez Rubio Juan José Domínguez i una reunió entre Anthony Eden i l'ambaixador espanyol a Londres, Jacobo Fitz-James Stuart, les activitats de l'Abwehr a Gibraltar van acabar.

## Operació Tracer: 1941–1942

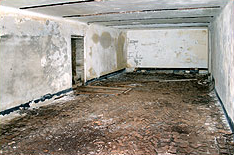
Sala principal de l'operació Tracer's Stay Behind Cave.

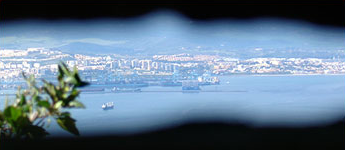
Vista sobre la badia de Gibraltar a través de la ranura d'observació al post d'observació oest de l'operació Tracer.

L'operació Traçador va ser una missió d' espionatge britànica d'alt secret que només s'havia d'implementar si Gibraltar era capturat per les potències de l'Eix. Sis homes havien de ser segellats en una cova i deixar-los amb prou subministraments durant 7 anys. Els voluntaris, dos metges, tres senyalistes i el seu líder, dirigirien un lloc d'observació amb una ranura de 12 polzades (300 mm) per 6 polzades (150 mm) que mirava sobre el port i una terrassa exterior oculta sobre el Mediterrani. L'equip llavors enviaria tots els moviments d'enviament a l'Almirallat britànic.
Els van dir que no hi hauria sortida i que qualsevol que morís a la cambra hauria de ser embalsamat i cimentat al terra de maó.
Com que l'amenaça d'invasió es va sentir clarament a finals de 1941, es va crear una idea per a una sèrie de llocs d'observació secrets (primer a Gibraltar i més tard en altres llocs com Malta i Aden sota l'operació Tracer.
El treball a Gibraltar va començar immediatament sota el comandant Geoffrey Birley i el seu enginyer en cap el coronel Fordham. El lloc escollit a Lord Airey's Battery a l'extrem sud del Penyal ja tenia un esquema de túnel existent per a un refugi. Les proves extenses de l'equip van començar el gener de 1942 sota la mirada del coronel Richard Gambier-Parry, expert en ràdio del MI6. També es va pensar molt en el tipus d'homes necessaris per a una tasca tan estranya i exigent. Un membre de la desafortunada expedició de Scott a l'Antàrtida, George Murray Levick va ser cridat com a comandant cirurgià per assessorar sobre tècniques de supervivència. Hi havia qüestions pràctiques com la dieta, l'exercici, el sanejament i la roba a tenir en compte, així com la "psicologia del personal" vital. L'equip complet estava al seu lloc a finals de l'estiu de 1942 i la seva caverna estava totalment equipada i preparada per a l'ocupació. Es va preparar un manual complet sobre tots els aspectes de l'operació i es va considerar que s'havien de preparar llocs de vigilància secrets similars a tot el món en cas de futures guerres. Tanmateix, l'operació Traçador mai va ser necessària, ja que Adolf Hitler va desviar la seva atenció de Gibraltar i cap al front oriental.
L'operació s'havia ennuvolat en el misteri fins al descobriment de documents a l'Oficina de registres públics de Kew, Regne Unit. Anteriorment a la dècada de 1960, els detalls de la història van ser explicats a un periodista pels seus contactes del servei d'intel·ligència i els va escriure com "Operació Mico", però els fets eren molt escassos.
L'any 1997 "Stay Behind Cave" (com es va anomenar) va ser descobert a Gibraltar pel Gibraltar Caving Group, però mai no es va obtenir cap compte de ningú associat a la missió. El descobriment es va produir quan el grup es va trobar amb una forta ràfega de vent en un túnel. Una recerca posterior els va portar a trencar una paret fins a cambres que mai s'havien utilitzat i que havien romàs segellades durant més de 50 anys.
El novembre de 2006 Jim Crone i el sergent major Pete Jackson, guia sènior de túnels del Royal Gibraltar Regiment, van conèixer possiblement l'únic membre de l'operació Traçador encara viu quan van viatjar per trobar-se amb el doctor W. A. Bruce Cooper a la seva casa d'Anglaterra. [38] Cooper, de 92 anys aleshores, va oferir una oportunitat per fer llum sobre l'operació amb la seva implicació directa en la missió com a cirurgià-tinent a la Royal Navy Volunteer Reserve (RNVR).Va recordar històries sobre els seus col·legues, la seva formació i els seus sentiments sobre la tasca.

## Campanya de submarins mediterranis: 1941–1944
La campanya mediterrània de submarinss va durar aproximadament des del 21 de setembre de 1941 fins al maig de 1944. La Kriegsmarine va intentar aïllar Gibraltar, Malta i Suez i interrompre les rutes comercials britàniques. Més de seixanta submarins van ser enviats per prohibir la navegació aliada al mar Mediterrani. Molts d'aquests submarins van ser ells mateixos atacats en intentar travessar l'estret de Gibraltar controlat per Gran Bretanya. Nou submarins van ser enfonsats mentre intentaven el pas i deu més van resultar danyats.

## Campanya nord-africana: 1942

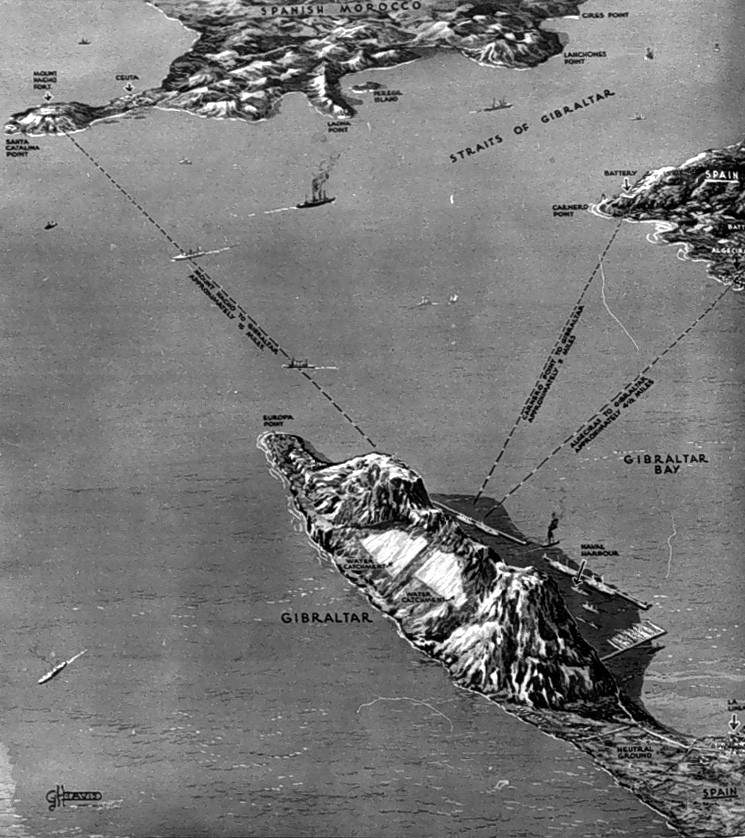
Mapa de 1939 de l'estret de Gibraltar publicat a The Illustrated London News.

Els plans per a la contraofensiva aliada després de l'atac a Pearl Harbor estaven en curs a mitjans de 1942. Una invasió d'Europa el 1943 seria inviable, però els aliats podrien atacar el "ventre tou d'Europa" a través de la Mediterrània, com va dir el primer ministre Winston Churchill. Dissenyada pel president Franklin Roosevelt i Churchill i anomenada "Operació Torxa", el pla era ocupar el nord d'Àfrica francès: el Marroc, Algèria i Tunísia. Des d'aquestes colònies franceses es podrien llançar atacs que expulsessin Itàlia de la guerra.
El juliol de 1942, el tinent general Dwight D. Eisenhower [I] va ser nomenat comandant en cap aliat de l'operació Torxa. Churchill va posar Gibraltar sota el comandament del general Eisenhower com a quarter general temporal d'aquesta, la primera operació angloamericana a gran escala de la guerra. Va arribar a Gibraltar el 5 de novembre de 1942 per fer-se càrrec, no només del comandament de la pròpia Operació Torxa, sinó també del comandament militar de Gibraltar.
El general Eisenhower es va allotjar a The Convent, la residència oficial del governador, però el seu quarter general operatiu es trobava en una petita cambra en un túnel al cor del Penyal. En les seves memòries, el general Eisenhower va escriure:
| « | Els passatges subterranis sota el Penyal proporcionaven l'únic espai d'oficina disponible, i en ells es trobava l'equip de senyalització pel qual esperàvem mantenir-nos en contacte amb els comandants de les tres forces d'assalt. L'eterna foscor dels túnels estava aquí i allà parcialment travessada per bombetes elèctriques dèbils. L'aire humit i fred als passatges de blocs de llargada estava carregat d'estancament i no responia notablement als esforços de soroll dels ventiladors elèctrics. A través dels sostres arquejats arribava un degoteig, un degoteig, un degoteig constant d'aigua superficial que marcava amb fidelitat però desolada els segons de l'espera interminable, gairebé insuportable, que sempre es produeix entre la finalització d'un pla militar i el moment en què comença l'acció. | » |

Cent mil soldats a alta mar en multitud de transports van confluir a Gibraltar. Més de 400 avions de tot tipus estaven amuntegats a les zones de dispersió al voltant de la pista de Gibraltar. Els caces havien estat enviats en caixes i reunits a l'aeròdrom. Totes les àrees d'emmagatzematge disponibles es van ocupar amb munició, combustible i altres subministraments essencials. 168 pilots nord-americans estaven allotjats en els embolics de la RAF al Front Nord.
El 8 de novembre de 1942, 466 avions de Gibraltar van aterrar als aeròdroms capturats del nord d'Àfrica.
Des del seu quarter general a Gibraltar, el general Eisenhower i l'almirall Sir Andrew Browne Cunningham [III] van dirigir l'Operació Torxa, la primera gran operació de combat combinada durant la Segona Guerra Mundial que va implicar forces nord-americanes i britàniques.

### Túnels de guerra
Atès que Gibraltar era una ciutat petita amb només unes poques defenses que la protegien, la solució va ser construir una sèrie massiva de túnels i cambres dins de la protecció natural del Penyal de Gibraltar. Aquesta "ciutat" dins del Penyal contenia la seva pròpia central elèctrica, subministrament d'aigua i hospital Alguns soldats enviats aquí no veurien la llum durant mesos i mesos. Dues companyies d'enginyers canadenques, els únics soldats amb trepants amb punta de diamant i 5 companyies d'enginyeria britàniques, van afegir unes 30 milles (48 km) d'aquests túnels, una gesta que es creia impossible en aquell moment. Això va ser suficient per mantenir els 30.000 soldats al Penyal. Avui, el Penyal té més túnels que carreteres.

## Mort de Władysław Sikorski: 1943

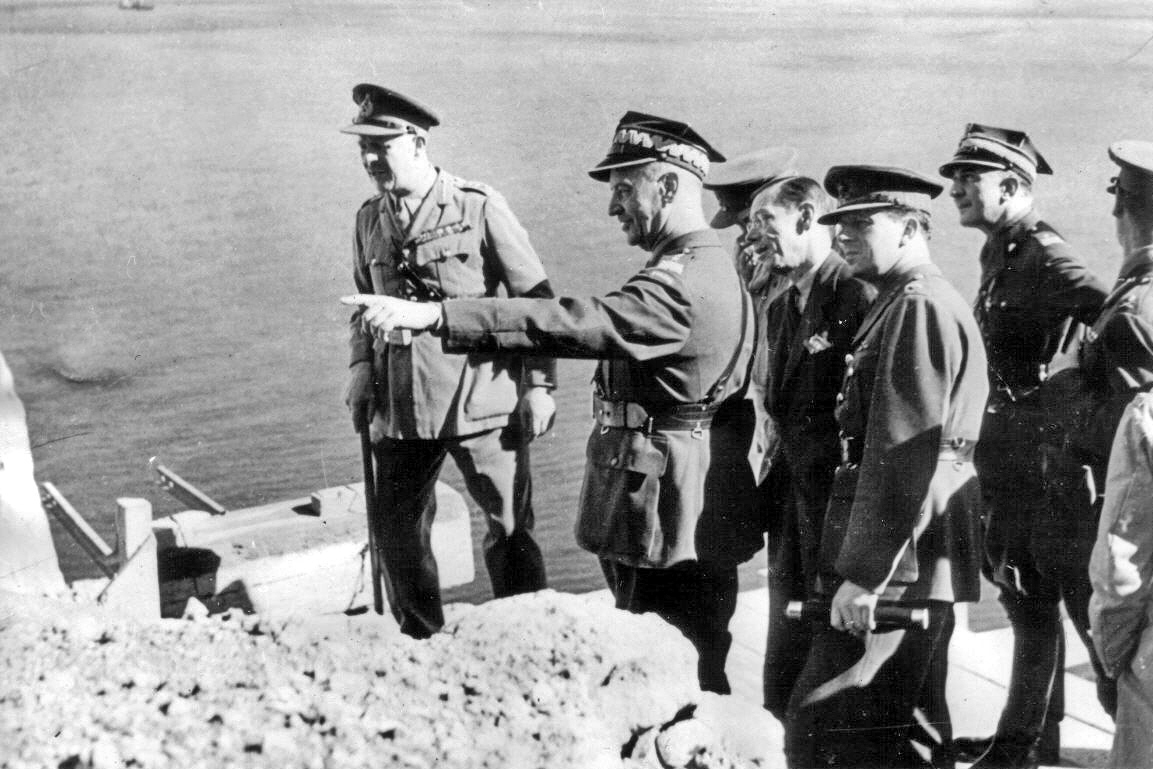
Sikorski dalt del Penyal de Gibraltar, observant les fortificacions

El 4 de juliol de 1943, un bombarder Liberator del Comandament de Transport de la RAF va enlairar de Gibraltar cap a Anglaterra. A bord hi havia el general Władysław Sikorski, primer ministre del govern de Polònia a l'exili amb seu a Londres i comandant en cap de les seves forces armades, que tornava de la visita de les tropes poloneses a l'Orient Mitjà.
L'avió va pujar amb normalitat des de la pista, es va anivellar per agafar velocitat, però de sobte va perdre alçada i es va estavellar contra el port. El general de 62 anys va morir, juntament amb 15 persones més. L'únic supervivent va ser el pilot d'origen txec, Eduard Prchal, que va poder ser rescatat. Els cossos de cinc passatgers i la tripulació, inclosa la filla de Sikorski, no es van trobar mai.
Els taüts del general Sikorski i el seu cap d'estat major, el general Kilimecki, estaven coberts amb la bandera nacional polonesa i es trobaven en estat a la catedral de Santa Maria Coronada. Després d'una missa de Rèquiem, els cossos van ser portats en processó a HM Dockyard amb honors militars complets per ser enviats a Londres en previsió que les restes del general Sikorski fossin retornades algun dia a una Polònia alliberada. La ruta cap a la drassana estava alineada per tropes britàniques i els taüts portats i escortats per soldats polonesos.[

### Investigació
L'any 1943 un tribunal d'investigació britànic va investigar l'accident del Liberator II AL523 de Sikorski, però no va poder determinar la causa probable, només va trobar que es tractava d'un accident i que "l'avió es va convertir en incontrolable per raons que no es poden establir". Una teoria popular era un manteniment tècnic insuficient que portava a bloquejar els controls dels avions.Malgrat la constatació del tribunal, el context polític de l'esdeveniment, juntament amb una varietat de circumstàncies curioses, va donar lloc immediatament a l'especulació que la mort de Sikorski no havia estat un accident, i de fet podria haver estat el resultat directe d'una conspiració soviètica, britànica o fins i tot polonesa.

## Conseqüències

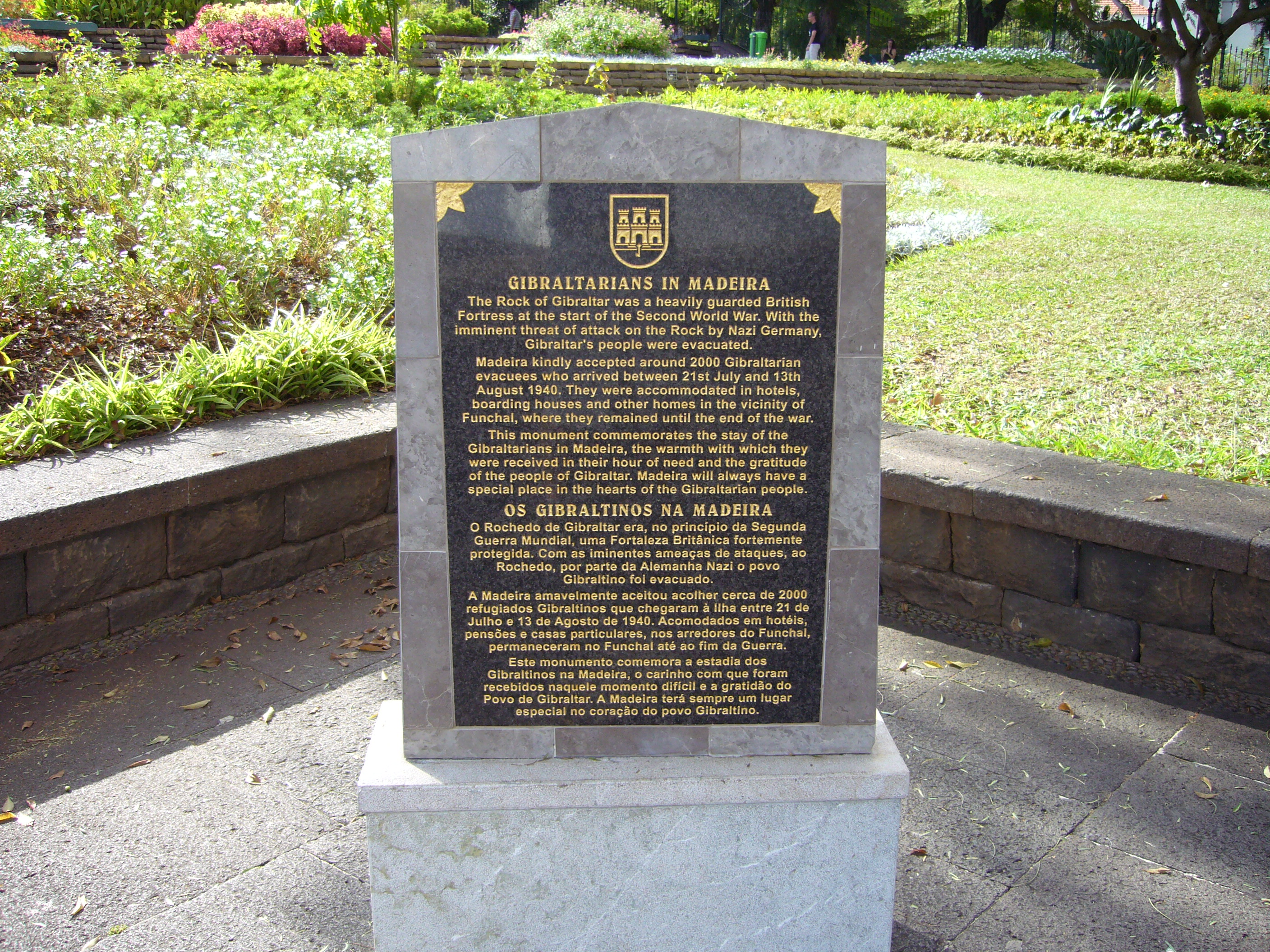
Monument per recordar els evacuats gibraltarenys a Madeira

La rendició d'Itàlia el setembre de 1943 va aixecar qualsevol possible objecció al retorn dels evacuats al Penyal. Com a resultat, es va establir una Junta de Reinstal·lació al novembre, i en una reunió de la Junta el 8 de febrer de 1944 es van acordar finalment les prioritats de repatriació El 6 d'abril de 1944 el primer grup de 1.367 repatriats va arribar al Penyal directament des del Regne Unit i el 28 de maig, el primer grup de repatriació va sortir de Madeira, i a finals de 1944 només quedaven a l'illa 520 evacuats no prioritaris.
A Londres, els residents a casa reclamaven l'allotjament dels evacuats en temps de guerra i 500 gibraltarenys van ser reevacuats a Escòcia i 3.000 a campaments a Irlanda del Nord. Encara que el governador, el tinent general Sir Noel Mason-MacFarlane, va lluitar valentament en nom dels evacuats i no va acceptar la manca d'allotjament com a motiu suficient per als retards. El 1947 encara n'hi havia 2.000 als camps d'Irlanda del Nord. L'últim dels evacuats no va tornar a veure el Penyal fins al 1951.